# Ray Liotta
Raymond "Ray" Allen Liotta (født 18. december 1954, død 26. maj 2022) var en amerikansk tv- og filmskuespiller. Han var bedst kendt for sit portræt af Henry Hill i gangster-filmen Goodfellas, instrueret af Martin Scorsese. Andre kendte film tæller bl.a. Hannibal, Narc, Wild Hogs og Guy Ritchies Revolver. Han var desuden nomineret til en Golden Globe for sin rolle i Something Wild fra 1986.

## Tidlig Karriere
Ray Liotta blev født i 1954 i Newark, New Jersey. Han gik på Union High School i Union, hvor han blev færdig i 1973. Efterfølgende studerede han skuespil ved University of Miami, og optrådte på universitetets Jerry Herman Ring Theatre. Én af hans tidligste roller var i den amerikanske sæbeopera Another World. Her spillede han rollen som Joey Perrini fra 1978 til 1981. I de følgende år var han med i forskellige tv-film og serier. I 1983 havde han en birolle i spillefilmen The Lonely Lady. Denne floppede imidlertid, og der gik endnu tre år, før han fik et gennembrud med den sorte komedie Something Wild fra 1986. Filmen blev instrueret af Jonathan Demme, som senere instruerede Ondskabens Øjne, og havde Jeff Daniels og Melanie Griffith på rollelisten. Liotta fik stor ros for sin præstation, og blev bl.a. nomineret til den prestigefyldte Golden Globe for bedste mandlige birolle. Det var lidt et tilfælde, at han overhovedet fik rollen. Han var nemlig gode venner med Steven Bauer, som på det tidspunkt var gift med Melanie Griffith, og hun kunne således lægge et godt ord ind for ham. Efter succesen med Something Wild blev han tilbudt flere roller i samme psykopatiske stil. Dem valgte han imidlertid at afslå, da han frygtede at han i fremtiden udelukkende ville blive tilbudt lignende roller. I stedet gik han i gang med flere mindre produktioner, bl.a. Nicky og Gino fra 1988 og Field of Dreams fra 1989 med Kevin Costner. Sidstnævnte skulle dog vise sig at blive en relativt stor succes. Da han efterfølgende hørte, at Martin Scorsese var i gang med castingen af skuespillere til Goodfellas, begyndte han straks et større lobby-arbejde for at få rollen som Henry Hill. Det lykkedes Liotta at få rollen, som skulle vise sig at blive én af karrierens vigtigste. Han brugte også lang tid på at forberede sig, og specielt i månederne op til optagelserne brugte han meget tid sammen med den virkelige Henry Hill. Dette gjorde han for at få en eksakt idé om den mand, han skulle portrættere på det store lærred. Når han kørte til og fra optagelser, brugte han også at lytte til FBIs telefonaflytninger af Henry Hill. Nogenlunde samtidig blev Liotta tilbudt rollen som Harvey Dent i Tim Burtons Batman-film, men den valgte han at droppe til fordel for den vigtige rolle i Goodfellas.

## Op og ned i Hollywood
Liottas næste større projekt blev thrilleren Vildt begær med Kurt Russell og Madeleine Stowe. Her spiller Liotta den psykopatiske politibetjent Pete Davis, som begynder at chikanere et forstadsægtepar, og ødelægge deres liv. I 1994 havde han en hovedrolle i Martin Campbells Sci-fi / action-film Flugten fra Absolom, og året efter spillede han sammen med Danny Glover i Operation Dumbo Drop. Fælles for mange af projekterne efter Goodfellas var, at de sjældent blev de store succeser. Heller ikke Unforgettable fra 1997 eller den følgende Turbulence trak folk i biograferne. Det gjorde derimod politi-dramaet Cop Land fra 1997. Her spillede han igen overfor Robert de Niro (som han også gjorde det i Goodfellas). James Mangold instruerede og skrev selv manuskriptet, mens Sylvester Stallones navn stod øverst på rollelisten. Oprindeligt ønskede Ray Liotta Stallones rolle som Sheriff Freddy Heflin, mens Sylvester Stallone ønskede at spille Liottas rolle. Det mærkede man nu intet til i den endelige film, og den blev godt modtaget såvel blandt anmeldere som biografgængere. Det var således forventet, at Liottas karriere igen var tilbage på sporet. Samme år giftede Liotta sig med Michelle Grace, som han har datteren Karsen Liotta sammen med. De blev dog skilt 7 år senere, i 2004. Tilbage i 1997 skulle det dog vise sig, at karrieren ikke var på rette spor alligevel. Filmen Phoenix, indspillet året efter Cop Land, og tv-filmen The Rat Pack, hvor Liotta spiller den amerikanske verdensstjerne Frank Sinatra, oplevede ikke megen popularitet. I Muppets fra Rummet spillede Liotta sammen med andre stjerner, bl.a. Andie MacDowell og Hulk Hogan. Action-filmen Pilgrim fra 2000 og dramaet A Rumor of Angels floppede, mens rollen som Paul Krendler, der jagter Hannibal Lecter i Hannibal, gav fornyet oprejsning til den nærmest fallerede skuespiller. Liotta droppede hovedrollerne de næste år, for i stedet at opsøge en række biroller i større Hollywood-film. Heartbreakers og ikke mindst Blow, begge fra 2001, blev meget succesfulde. I Blow spiller Liotta Fred Jung, far til en af virkelighedens største narko-bagmænd George Jung, som i filmen spilles af Johnny Depp. I starten af det nye årtusind blev flere film om korrupte politibetjente, primært i Los Angels, meget populære. Training Day med Denzel Washington, Dark Blue med Kurt Russell og Narc med Liotta og Jason Patric er alle eksempler herpå. Alle tre film er hårdkogte, men hvor Training Day og Dark Blue har en billedside, der er mere Hollywood-præget, har Narc et mere dokumentarisk look, mens også sproget er hårdt, eksempelvis bliver ordet "fuck" sagt 298 gange i løbet af filmens godt 100 minutter. Liotta tog voldsomt på til rollen, samtidig med at han havde et såkaldt ”fat suit” på under sit tøj, der fik ham til fremstå ekstremt kraftig.

## Frem til i dag
I 2002 brugte Liotta sin karakteristiske stemme som Tommy Vercetti i computerspillet Grand Theft Auto: Vice City, og året efter spillede han med i den mystiske gyserfilm Identity med John Cusack. Identity blev godt modtaget og blev instrueret af James Mangold, som også instruerede Liotta i Cop Land. Komedien The Last Shot og sci-fi filmen lControl var hurtigt glemt, mens Liottas præstation som skurken Dorothy Macha i Guy Ritchies Revolver blev hængende lidt længere på nethinden hos de fleste filmfans. Even Money fra 2006 var et forsøg på at lave en ny Crash, med et stort persongalleri og flere historier, der langsomt flettes ind i hinanden. Store navne som Kim Basinger, Forest Whitaker og Danny DeVito samt Liotta selv kunne dog ikke hjælpe på sløje salgstal. Rent fortællemæssigt ligger den meget tæt op ad 2009-filmen Crossing Over med Liotta og Harrison Ford, som dog fik en lidt bedre modtagelse. Smokin' Aces og Wild Hogs har været andre af dette årtusindes største succeser for Liotta, hvor også animationsfilmen Bee Movie, som han lægger stemme til, og krimikomedien Observe and Report med Seth Rogen er blevet godt modtaget. I øjeblikket har Liotta flere film i produktion. I 2010 kan man således bl.a. se frem til familiefilmen Snowmen, actionkomedien Date Night med Mark Wahlberg og Steve Carell samt Jacob Aaron Estes’ The Details med Tobey Maguire.
Liotta sov stille ind d. 26 Maj 2022, mens han var i Dominikanske Republik for at indspille sin kommende film Dangerous Waters. Han blev 67 år og var forlovet med Jacy Nittolo.

## Trivia
- Hans efternavn udtales “Lee-oh-ta”.
- Blev i 1992 introduceret i Hall of Fame på sin gamle skole; Union High School, Union, New Jersey.
- Var det oprindelige valg til rollen som Dignam i The Departed fra 2006, men da han allerede var tilknyttet andre projekter gik rollen i stedet til Mark Wahlberg (som blev Oscar-nomineret for rollen).
- Blev adopteret da han var et halvt år gammel.
- Bedste venner med skuespillerkollegaen Josh Taylor.
- Var executive producer på Antonio Banderas-filmen Take the Lead fra 2006.
- Var med i et enkelt afsnit af "Family Guy" i 2001.

## Filmografi
- Crazy on the Outside (2010)
- Youth in Revolt (2009)
- Observe and Report (2009)
- Crossing Over (2009)
- Chasing 3000 (2008)
- Hero Wanted (2008)
- Bee Movie (2007)
- Battle in Seattle (2007)
- Wild Hogs (2007)
- In the Name of the King: A Dungeon Siege Tale (2007)
- Smokin' Aces (2006)
- Even Money (2006)
- Slow Burn (2005)
- Revolver (2005)
- lControl (2004)
- The Last Shot (2004)
- Identity (2003)
- John Q (2002)
- Narc (2002)
- Blow (2001)
- Heartbreakers (2001)
- Hannibal (2000)
- A Rumor of Angels (2000)
- Pilgrim (2000)
- Muppets fra rummet – Muppets from Space (1999)
- The Rat Pack (1998) (TV)
- Phoenix (1998)
- Cop Land (1997)
- Unforgettable (1996)
- Operation Dumbo Drop (1995)
- Flugten fra Absolom – No Escape (1994)
- Vildt begær – Unlawful Entry (1992)
- Article 99 (1992)
- Goodfellas (1990)
- Field of Dreams (1989)
- Nicky og Gino – Dominick and Eugene (1988)
- Something Wild (1986)
- The Lonely Lady (1983)
- Crazy Times (1981) (TV)
- Another World (1978-81) (TV-serie)